# Гропело Кайроли
Гропѐло Кайро̀ли (на италиански: Gropello Cairoli, на местен диалект: Grüpé, Грюпе) е градче и община в Северна Италия, провинция Павия, регион Ломбардия. Разположено е на 89 m надморска височина. Населението на общината е 5002 души (към 2010 г.).